# Titularbistum Nona
Nona ist ein Titularbistum der römisch-katholischen Kirche. 
Es geht zurück auf einen früheren Bischofssitz in der Stadt Nin, die sich in der römischen Provinz Dalmatia Inferior befindet. Das Bistum gehörte der Kirchenprovinz Split an.
| Titularbischöfe von Nona |                                               |                                                                             |                    |                  |
| Nr.                      | Name                                          | Amt                                                                         | von                | bis              |
| 1                        | Ricardo Guízar Díaz                           | Weihbischof in Puebla de los Ángeles Weihbischof in Aguascalientes (Mexiko) | 30. Mai 1970       | 3. November 1984 |
| 2                        | Agustín García-Gasco Vicente                  | Weihbischof in Madrid (Spanien)                                             | 20. März 1985      | 24. Juli 1992    |
| 3                        | Joan Enric Vives i Sicília                    | Weihbischof in Barcelona (Spanien)                                          | 9. Juni 1993       | 25. Juni 2001    |
| 4                        | Socrates Buenaventura Villegas                | Weihbischof in Manila (Philippinen)                                         | 25. Juli 2001      | 3. Mai 2004      |
| 5                        | Martin Vidović Titularerzbischof pro hac vice | Apostolischer Nuntius                                                       | 15. September 2004 |                  |